# Stefano di Perche
Stefano di Perche (in francese: Étienne du Perche) (1140 – 1169) fu arcivescovo metropolita di Palermo e cancelliere di Sicilia.
Era figlio illegittimo di Rotrou III, conte di Perche.

## Biografia
Nominato arcivescovo di Palermo e cancelliere del Regno di Sicilia, fu, per volontà di sua cugina Margherita di Navarra e di Sicilia, al fianco del nipote Guglielmo II di Sicilia.
Per i cattivi rapporti con i baroni, la sua reggenza incontrò molti ostacoli. Stefano di Perche lasciò la Sicilia nel 1168 per la Terrasanta e fu sostituito da Gualtiero Offamilio.